# Universal Studios Theme Parks Adventure
Universal Studios Theme Parks Adventure, conosciuto in Giappone come Universal Studios Japan Adventure (ユニバーサル・スタジオ・ジャパン・アドベンチャー?, Yunibāsaru Sutajio Japan Adobenchā), è un videogioco del 2001, sviluppato e pubblicato dalla Kemco per Nintendo GameCube. Ambientato nel parco di divertimento degli Universal Studios, l'obiettivo del gioco è di completare numerosi minigiochi delle attrazioni, realmente esistenti, dedicate a Ritorno al futuro, Lo squalo, Jurassic Park, E.T. l'extra-terrestre, Fuoco assassino e Waterworld. Nel videogioco è inoltre presente un quiz sul cinema, in cui vengono posti quesiti sui film della Universal. In tutti i menu e nel tutorial, il videogiocatore è accompagnato dal personaggio di Woody Woodpecker.

## Modalità di gioco
Il videogioco è diviso in attrazioni basate sui film prodotti dagli Universal Studios
Back to the Future - The RideBiff Tannen ha rubato una macchina del tempo DeLorean. Il giocatore deve entrare nella DeLorean di ricambio e viaggiare attraverso Hill Valley nel 2015, l'era glaciale e l'epoca preistorica per fermare Biff.
BackdraftBisogna entrare in un edificio di fabbrica infuocato, e con un estintore bisogna salvare le 15 persone intrappolate tra le fiamme. È necessario completare il gioco entro il limite di tempo.
ET AdventureIn questo minigioco bisogna riportare ET alla sua nave prima che scada il tempo, evitando i molti ostacoli che rallentano o fanno cadere dalla bicicletta il giocatore.
JawsA bordo dell'Orca, bisogna evitare che lo squalo distrugga la nave, lanciandogli contro barili o oggetti ottenibili rompendo delle casse: bottiglie, bombe e Dynamite.
Jurassic Park - The Rideattraversando il parco sopra un'automobile, bisogna respingere qualsiasi dinosauro con il tranquillante laser montato sulla vettura, evitando che distrugga il veicolo. I dinosauri da colpire sono i Velociraptor, Pteranodon, Triceratopo, Stegosauro e Tirannosauro Rex.
The Wild Wild Wild WestAffrontando tre cowboy, il giocatore deve colpire dei vari bersagli e guadagnare più punti del rivale.
WaterworldNon è proprio un minigioco, ma si guadagnano punti per guardare lo spettacolo e si può andare su di esso per quanto si vuole (fino a sera).

## Accoglienza
Il gioco fu accolto da recensioni per lo più negative da parte della critica. Il sito web IGN gli ha dato un punteggio di 3/10 ritenendolo noioso e criticandone la grafica.